# Torsten Ekedahl
Torsten Ekedahl, född 11 augusti 1955 i Lund, död 23 november 2011 i Stockholm, var en svensk matematiker.
Torsten Ekedahl disputerade 1983 vid Göteborgs universitet och blev 1988 professor i matematik vid Stockholms universitet. Han invaldes 1990 som ledamot av Vetenskapsakademien.
Ekedahls forskningsområde var främst algebraisk geometri, men han hade en mycket bred allmänbildning, inte bara inom matematik, utan även inom naturvetenskap och humaniora.
Torsten Ekedahls huvudhandledare var Juliusz Brzezinski. Ekedahl handledde i sin tur fyra doktorander fram till disputationen, och var vid sin bortgång handledare för ytterligare tre doktorander.